# Nantai (sockenhuvudort i Kina, Jiangxi Sheng, lat 28,49, long 116,40)
Nantai är en sockenhuvudort i Kina. Den ligger i provinsen Jiangxi, i den sydöstra delen av landet, omkring 55 kilometer sydost om provinshuvudstaden Nanchang. Antalet invånare är 15 306. Befolkningen består av 7 477 kvinnor och 7 829 män. Barn under 15 år utgör 24,0 %, vuxna 15-64 år 66 %, och äldre över 65 år 9,0 %.
Runt Nantai är det tätbefolkat, med 369 invånare per kvadratkilometer. Närmaste större samhälle är Jinxianxian, 19,5 km sydväst om Nantai. Trakten runt Nantai består till största delen av jordbruksmark.
Genomsnittlig årsnederbörd är 2 304 millimeter. Den regnigaste månaden är juni, med i genomsnitt 441 mm nederbörd, och den torraste är oktober, med 23 mm nederbörd.